# Ágios Konstantínos (Lavreotikí)
Ágios Konstantínos, en grec moderne : Άγιος Κωνσταντίνος, est un village du  dème de Lavreotikí, Attique de l'Est en Grèce.
Selon le recensement de 2011, la population du village s'élève à 659 habitants.